# Pseudagrion crocops
Pseudagrion crocops – gatunek ważki z rodziny łątkowatych (Coenagrionidae).